# جایزه بزرگ برزیل ۱۹۷۳
جایزه بزرگ برزیل ۱۹۷۳ (انگلیسی: ‎1973 Brazilian Grand Prix‎) یک مسابقهٔ موتوری در رشتهٔ اتومبیل‌رانی فرمول یک بود که در تاریخ ۱۱ فوریهٔ ۱۹۷۳ در پیست ژوزه کارلوس پیس واقع در سائو پائولو، برزیل برگزار شد. این گراند پری در میان ۱۵ گراند پری در فصل ۱۹۷۳، مسابقهٔ شمارهٔ ۲ بود.
در این مسابقه که در ۴۰ دور و به مسافت ۳۱۸٫۴۰۰ کیلومتر (۱۹۷٫۸۴۵ مایل) برگزار شد، پول پوزیشن توسط رونی پیترسن کسب شد و سریع‌ترین زمان برای طی یک دور پیست که برابر با ۲:۳۵٫۰ بود نیز توسط امرسون فیتیپالدی به ثبت رسید.
امرسون فیتیپالدی از تیم لوتوس-فورد، جکی استوارت از تیم تایرل-فورد و دنی هیولم از تیم مک‌لارن-فورد به‌ترتیب مقام‌های اول تا سوم مسابقه را کسب کردند.

## رده‌بندی قهرمانی پس از مسابقه
|       | جایگاه | راننده           | امتیاز |
| ----- | ------ | ---------------- | ------ |
|       | ۱      | امرسون فیتیپالدی | ۱۸     |
| ۱     | ۲      | جکی استوارت      | ۱۰     |
| ۱     | ۳      | فرانسوا سورت     | ۶      |
| ۱     | ۴      | دنی هیولم        | ۶      |
| ۱     | ۵      | ژاکی ایکس        | ۵      |
| منبع: |        |                  |        |

|       | جایگاه | سازنده      | امتیاز |
| ----- | ------ | ----------- | ------ |
|       | ۱      | لوتوس-فورد  | ۱۸     |
|       | ۲      | تایرل-فورد  | ۱۲     |
| ۱     | ۳      | مک‌لارن-فورد | ۶      |
| ۱     | ۴      | فراری       | ۶      |
| ۱     | ۵      | بی‌آرام      | ۱      |
| منبع: |        |             |        |

یادداشت
- تنها پنج جایگاه نخست از هر رده‌بندی نمایش داده شده‌است.